# James Brydges

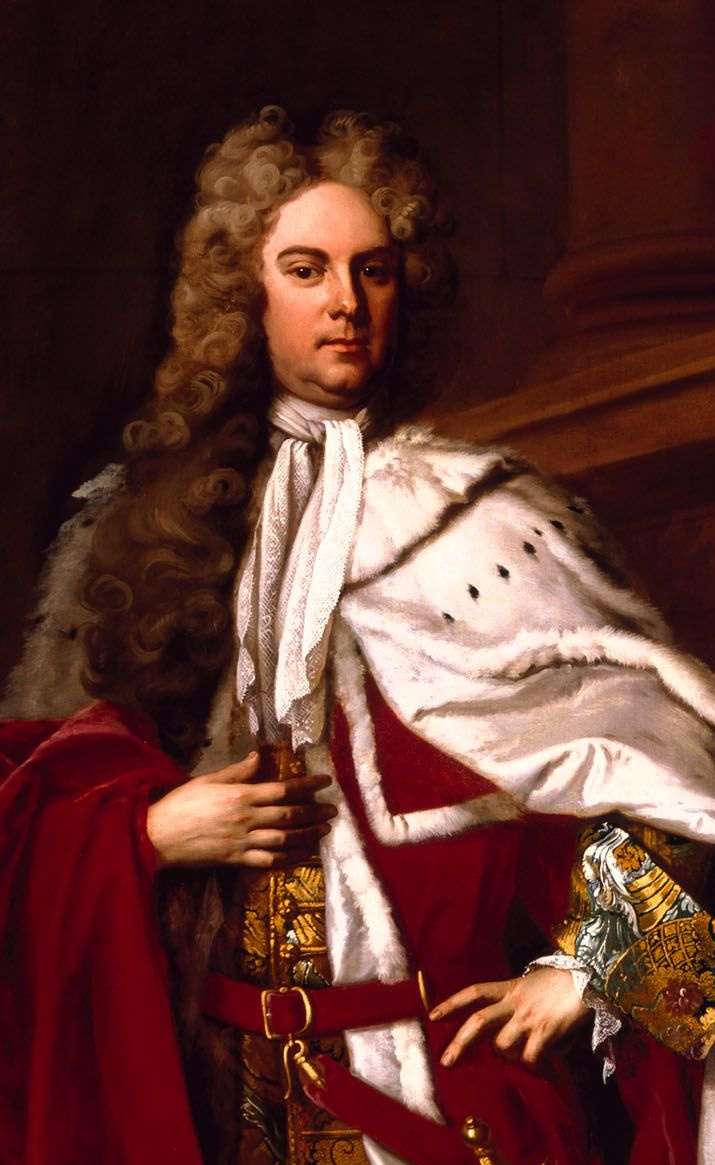
Detail van een portret door Michael Dahl

James Brydges, hertog van Chandos (6 januari 1673 - 9 augustus 1744) was een Engels edelman. In 1714 werd hij graaf van Carnarvon en in 1719 hertog van Chandos.
Georg Friedrich Händel werkte gedurende meer dan twee jaar (1717-1718) voor Chandos.